# Wyścigowe Samochodowe Mistrzostwa Polski 1956
Sezon 1956 był czwartym sezonem Wyścigowych Samochodowych Mistrzostw Polski.

## Charakterystyka
Sezon liczył cztery eliminacje na torach w Poznaniu, Krakowie (2 razy) i Częstochowie. Zawody były rozgrywane wyłącznie w kategorii sportowej: powyżej 1600 cm³, do 1600 cm³, do 1300 cm³ oraz do 750 cm³. Punkty przyznawane były sześciu najlepszym kierowcom według klucza 8-6-4-3-2-1.

## Mistrzowie
| Klasa           | Kierowca           | Samochód      | Zespół         |
| --------------- | ------------------ | ------------- | -------------- |
| S pow. 1600 cm³ | Longin Bielak      | SAM-Simca     | Start Warszawa |
| S do 1600 cm³   | Zbigniew Cichowski | SAM MN-Lancia | AMK Warszawa   |
| S do 1300 cm³   | Longin Bielak      | SAM-Simca     | Start Warszawa |
| S do 750 cm³    | Stanisław Kołecki  | SAM-DKW       | AMK Warszawa   |